# Hermann Hänchen
Hermann Gotthelf Hänchen(* 26. Januar 1898 in Zeipau, heute Iłowa, Polen; † nach 1943) war ein deutscher Diskuswerfer.

## Karriere
Bei den Olympischen Spielen 1928 in Amsterdam schied er in der Qualifikation aus.
Seine persönliche Bestleistung von 45,72 m stellte er am 24. Juni 1928 in Breslau auf. 1925 und 1927 wurde er Deutscher Meister. Viermal (1924, 1925, 1926, 1927) wurde er Deutscher Meister im beidarmigen Diskuswurf.
Hermann Hänchen startete für den Polizei SV Berlin.